# Internationaal Folklorefestival Westerlo
Het Internationaal Folklorefestival van Westerlo is een jaarlijks festival dat in het teken staat van volksdans en volksmuziek. Het is een organisatie van Volkskunstgroep Die Spelewei, die zelf Vlaamse volksdans brengt en een aantal buitenlandse folkloregroepen uitnodigt. Het vindt plaats in augustus op het voorplein van het gemeentehuis van Westerlo, het voormalige kasteel van Jeanne de Merode. 

## Geschiedenis
Kort na haar ontstaan in 1956 organiseerde Volkskunstgroep Die Spelewei vzw uit Westerlo voor het eerst haar oogstfeesten. Dit evenement groeide uit tot wat we nu kennen als het Internationaal Folklorefestival dat elk jaar plaatsvindt op het voorplein van het vroeg-twintigste-eeuwse gemeentehuis in de Parel van de Kempen. Dit voormalige kasteel vormt een prachtig kader waar telkens een vijftal groepen van over heel de wereld samenkomen om hun folklore en tradities met het publiek te delen.